# Cerelles
Cerelles és un municipi francès, situat al departament de l'Indre i Loira i a la regió de Centre – Vall del Loira. L'any 2007 tenia 1.217 habitants.

## Demografia

### Població
El 2007 la població de fet de Cerelles era de 1.217 persones. Hi havia 429 famílies, de les quals 64 eren unipersonals (24 homes vivint sols i 40 dones vivint soles), 131 parelles sense fills, 206 parelles amb fills i 28 famílies monoparentals amb fills.
La població ha evolucionat segons el següent gràfic:
Habitants censats

### Habitatges
El 2007 hi havia 454 habitatges, 432 eren l'habitatge principal de la família, 9 eren segones residències i 12 estaven desocupats. 431 eren cases i 21 eren apartaments. Dels 432 habitatges principals, 379 estaven ocupats pels seus propietaris, 51 estaven llogats i ocupats pels llogaters i 2 estaven cedits a títol gratuït; 10 tenien dues cambres, 39 en tenien tres, 89 en tenien quatre i 294 en tenien cinc o més. 362 habitatges disposaven pel capbaix d'una plaça de pàrquing. A 129 habitatges hi havia un automòbil i a 288 n'hi havia dos o més.

### Piràmide de població
La piràmide de població per edats i sexe el 2009 era:
| Homes | Edats   | Dones |
| ----- | ------- | ----- |
| 0     | 95 o +  | 0     |
| 0     | 90 a 94 | 0     |
| 0     | 85 a 89 | 12    |
| 0     | 80 a 84 | 0     |
| 4     | 75 a 79 | 4     |
| 8     | 70 a 74 | 8     |
| 24    | 65 a 69 | 24    |
| 20    | 60 a 64 | 4     |
| 24    | 55 a 59 | 36    |
| 40    | 50 a 54 | 40    |
| 40    | 45 a 49 | 56    |
| 56    | 40 a 44 | 32    |
| 32    | 35 a 39 | 44    |
| 36    | 30 a 34 | 36    |
| 36    | 25 a 29 | 24    |
| 28    | 20 a 24 | 12    |
| 24    | 15 a 19 | 36    |
| 36    | 10 a 14 | 52    |
| 44    | 5 a 9   | 36    |
| 40    | 0 a 4   | 32    |

## Economia
El 2007 la població en edat de treballar era de 784 persones, 640 eren actives i 144 eren inactives. De les 640 persones actives 606 estaven ocupades (306 homes i 300 dones) i 34 estaven aturades (10 homes i 24 dones). De les 144 persones inactives 53 estaven jubilades, 62 estaven estudiant i 29 estaven classificades com a «altres inactius».

### Ingressos
El 2009 a Cerelles hi havia 447 unitats fiscals que integraven 1.298,5 persones, la mediana anual d'ingressos fiscals per persona era de 20.736 €.

### Activitats econòmiques
Dels 31 establiments que hi havia el 2007, 2 eren d'empreses de fabricació d'altres productes industrials, 7 d'empreses de construcció, 5 d'empreses de comerç i reparació d'automòbils, 6 d'empreses de transport, 2 d'empreses d'hostatgeria i restauració, 1 d'una empresa financera, 2 d'empreses immobiliàries, 3 d'empreses de serveis i 3 d'entitats de l'administració pública.
Dels 9 establiments de servei als particulars que hi havia el 2009, 1 era un taller d'inspecció tècnica de vehicles, 2 paletes, 2 guixaires pintors, 2 lampisteries, 1 electricista i 1 restaurant.
L'únic establiment comercial que hi havia el 2009 era una botiga d'electrodomèstics.
L'any 2000 a Cerelles hi havia 12 explotacions agrícoles que ocupaven un total de 520 hectàrees.

## Equipaments sanitaris i escolars
El 2009 hi havia una escola elemental.

## Poblacions més properes
El següent diagrama mostra les poblacions més properes.